# Ильинка (Ужурский район)
Ильи́нка — село в Ужурском районе Красноярского края России. Административный центр Ильинского сельсовета.

## География
Село расположено в 12 км к востоку от районного центра Ужур.

## Население
| 2010 |
| ---- |
| 568  |

В селе на 2011 год проживало 632 человека.